# Gran Premio motociclistico di Spagna 2006
Il Gran Premio motociclistico di Spagna 2006 corso il 26 marzo, è stato il primo Gran Premio della stagione 2006 del motomondiale e ha visto vincere: la Ducati di Loris Capirossi in MotoGP, Jorge Lorenzo nella classe 250 e Álvaro Bautista nella classe 125.
Per il pilota spagnolo Bautista si tratta del primo successo nel motomondiale.

## MotoGP

### Qualifiche
| Pos. | Nº | Pilota            | Moto     | Tempo    | Distacco |
| ---- | -- | ----------------- | -------- | -------- | -------- |
| 1    | 65 | Loris Capirossi   | Ducati   | 1'39.064 |          |
| 2    | 15 | Sete Gibernau     | Ducati   | 1'39.285 | 0.221    |
| 3    | 56 | Shin'ya Nakano    | Kawasaki | 1'39.526 | 0.462    |
| 4    | 69 | Nicky Hayden      | Honda    | 1'39.666 | 0.602    |
| 5    | 26 | Daniel Pedrosa    | Honda    | 1'39.734 | 0.670    |
| 6    | 24 | Toni Elías        | Honda    | 1'39.875 | 0.811    |
| 7    | 33 | Marco Melandri    | Honda    | 1'39.932 | 0.868    |
| 8    | 17 | Randy de Puniet   | Kawasaki | 1'40.146 | 1.082    |
| 9    | 46 | Valentino Rossi   | Yamaha   | 1'40.160 | 1.096    |
| 10   | 5  | Colin Edwards     | Yamaha   | 1'40.181 | 1.117    |
| 11   | 71 | Chris Vermeulen   | Suzuki   | 1'40.215 | 1.151    |
| 12   | 21 | John Hopkins      | Suzuki   | 1'40.340 | 1.276    |
| 13   | 10 | Kenny Roberts Jr  | KR211V   | 1'40.497 | 1.433    |
| 14   | 7  | Carlos Checa      | Yamaha   | 1'40.851 | 1.787    |
| 15   | 27 | Casey Stoner      | Honda    | 1'40.982 | 1.918    |
| 16   | 6  | Makoto Tamada     | Honda    | 1'41.119 | 2.055    |
| 17   | 30 | José Luis Cardoso | Ducati   | 1'41.749 | 2.685    |
| 18   | 77 | James Ellison     | Yamaha   | 1'42.267 | 3.203    |
| 19   | 66 | Alex Hofmann      | Ducati   | 1'42.341 | 3.277    |

### Gara

#### Arrivati al traguardo
| Pos | Nº | Pilota           | Squadra              | Motocicletta | Giri | Tempo     | Griglia | Punti |
| --- | -- | ---------------- | -------------------- | ------------ | ---- | --------- | ------- | ----- |
| 1   | 65 | Loris Capirossi  | Ducati Marlboro      | Ducati       | 27   | 45:57.733 | 1       | 25    |
| 2   | 26 | Daniel Pedrosa   | Repsol Honda         | Honda        | 27   | +4.375    | 5       | 20    |
| 3   | 69 | Nicky Hayden     | Repsol Honda         | Honda        | 27   | +9.996    | 4       | 16    |
| 4   | 24 | Toni Elías       | Fortuna Honda        | Honda        | 27   | +10.135   | 6       | 13    |
| 5   | 33 | Marco Melandri   | Fortuna Honda        | Honda        | 27   | +19.547   | 7       | 11    |
| 6   | 27 | Casey Stoner     | Honda LCR            | Honda        | 27   | +21.237   | 15      | 10    |
| 7   | 56 | Shin'ya Nakano   | Kawasaki Racing      | Kawasaki     | 27   | +21.372   | 3       | 9     |
| 8   | 10 | Kenny Roberts Jr | Team Roberts         | KR211V       | 27   | +32.414   | 13      | 8     |
| 9   | 21 | John Hopkins     | Rizla Suzuki         | Suzuki       | 27   | +32.659   | 12      | 7     |
| 10  | 6  | Makoto Tamada    | Konica Minolta Honda | Honda        | 27   | +35.983   | 16      | 6     |
| 11  | 5  | Colin Edwards    | Camel Yamaha         | Yamaha       | 27   | +37.930   | 10      | 5     |
| 12  | 71 | Chris Vermeulen  | Rizla Suzuki         | Suzuki       | 27   | +39.514   | 11      | 4     |
| 13  | 7  | Carlos Checa     | Tech 3 Yamaha        | Yamaha       | 27   | +42.829   | 14      | 3     |
| 14  | 46 | Valentino Rossi  | Camel Yamaha         | Yamaha       | 27   | +1:05.766 | 9       | 2     |
| 15  | 66 | Alex Hofmann     | Pramac d'Antín       | Ducati       | 27   | +1:23.300 | 19      | 1     |
| 16  | 77 | James Ellison    | Tech 3 Yamaha        | Yamaha       | 26   | +1 giro   | 18      |       |

#### Ritirati
| Nº | Pilota            | Squadra         | Motocicletta | Giri | Griglia |
| -- | ----------------- | --------------- | ------------ | ---- | ------- |
| 30 | José Luis Cardoso | Pramac d'Antín  | Ducati       | 13   | 17      |
| 17 | Randy de Puniet   | Kawasaki Racing | Kawasaki     | 6    | 8       |
| 15 | Sete Gibernau     | Ducati Marlboro | Ducati       | 2    | 2       |

## Classe 250

### Arrivati al traguardo
| Pos | Nº | Pilota            | Squadra                         | Motocicletta | Giri | Tempo     | Griglia | Punti |
| --- | -- | ----------------- | ------------------------------- | ------------ | ---- | --------- | ------- | ----- |
| 1   | 48 | Jorge Lorenzo     | Fortuna Aprilia                 | Aprilia      | 26   | 45:57.390 | 1       | 25    |
| 2   | 7  | Alex De Angelis   | Master - MVA Aspar              | Aprilia      | 26   | +4.919    | 5       | 20    |
| 3   | 34 | Andrea Dovizioso  | Humangest Racing                | Honda        | 26   | +8.865    | 11      | 16    |
| 4   | 55 | Yūki Takahashi    | Humangest Racing                | Honda        | 26   | +8.922    | 2       | 13    |
| 5   | 80 | Héctor Barberá    | Fortuna Aprilia                 | Aprilia      | 26   | +9.515    | 3       | 11    |
| 6   | 4  | Hiroshi Aoyama    | Red Bull KTM                    | KTM          | 26   | +23.622   | 7       | 10    |
| 7   | 15 | Roberto Locatelli | Team Toth                       | Aprilia      | 26   | +34.520   | 10      | 9     |
| 8   | 36 | Martín Cárdenas   | Wurth Honda BQR                 | Honda        | 26   | +50.898   | 17      | 8     |
| 9   | 50 | Sylvain Guintoli  | Equipe GP De France - Scrab     | Aprilia      | 26   | +56.314   | 19      | 7     |
| 10  | 21 | Arnaud Vincent    | Arie Molenaar Racing            | Honda        | 26   | +1:04.082 | 20      | 6     |
| 11  | 54 | Manuel Poggiali   | Red Bull KTM                    | KTM          | 26   | +1:09.312 | 18      | 5     |
| 12  | 23 | Arturo Tizón      | Wurth Honda BQR                 | Honda        | 26   | +1:27.801 | 14      | 4     |
| 13  | 57 | Chaz Davies       | TicinoHosting Campetella Racing | Aprilia      | 26   | +1:30.466 | 16      | 3     |
| 14  | 31 | Álvaro Molina     | Andalucia Team Mas              | Aprilia      | 26   | +1:34.877 | 24      | 2     |
| 15  | 28 | Dirk Heidolf      | Kiefer - Bos - Racing           | Aprilia      | 26   | +1:39.114 | 12      | 1     |
| 16  | 41 | Michele Danese    | WTR Blauer USA                  | Aprilia      | 25   | +1 giro   | 25      |       |
| 17  | 66 | Hans Smees        | Jaap Kingma Racing              | Aprilia      | 25   | +1 giro   | 28      |       |
| 18  | 24 | Jordi Carchano    | Stop And Go Racing              | Honda        | 20   | +6 giri   | 23      |       |

### Ritirati
| Nº | Pilota           | Squadra                     | Motocicletta | Giri | Griglia |
| -- | ---------------- | --------------------------- | ------------ | ---- | ------- |
| 14 | Anthony West     | Kiefer - Bos - Racing       | Aprilia      | 22   | 6       |
| 96 | Jakub Smrž       | Cardion AB Motoracing       | Aprilia      | 20   | 13      |
| 58 | Marco Simoncelli | Squadra Corse Metis Gilera  | Gilera       | 18   | 8       |
| 85 | Alessio Palumbo  | Matteoni Racing             | Aprilia      | 17   | 27      |
| 19 | Sebastián Porto  | Repsol Honda                | Honda        | 7    | 22      |
| 25 | Alex Baldolini   | Matteoni Racing             | Aprilia      | 4    | 9       |
| 16 | Jules Cluzel     | Equipe GP De France - Scrab | Aprilia      | 2    | 21      |
| 73 | Shūhei Aoyama    | Repsol Honda                | Honda        | 1    | 4       |
| 22 | Luca Morelli     | Nocable Angaia Racing       | Aprilia      | 1    | 26      |

### Non partiti
| Nº | Pilota         | Squadra                         | Motocicletta | Griglia |
| -- | -------------- | ------------------------------- | ------------ | ------- |
| 6  | Alex Debón     | Aprilia Racing                  | Aprilia      | 15      |
| 44 | Tarō Sekiguchi | TicinoHosting Campetella Racing | Aprilia      |         |

### Non qualificato
| Nº | Pilota         | Squadra         | Motocicletta |
| -- | -------------- | --------------- | ------------ |
| 40 | Sinan Sofuoğlu | Wurth Honda BQR | Honda        |

## Classe 125

### Arrivati al traguardo
| Pos | Nº | Pilota            | Squadra                      | Motocicletta | Giri | Tempo     | Griglia | Punti |
| --- | -- | ----------------- | ---------------------------- | ------------ | ---- | --------- | ------- | ----- |
| 1   | 19 | Álvaro Bautista   | Master - MVA Aspar           | Aprilia      | 23   | 41:42.761 | 2       | 25    |
| 2   | 52 | Lukáš Pešek       | Derbi Racing                 | Derbi        | 23   | +3.072    | 3       | 20    |
| 3   | 75 | Mattia Pasini     | Master - MVA Aspar           | Aprilia      | 23   | +6.491    | 1       | 16    |
| 4   | 36 | Mika Kallio       | Red Bull KTM                 | KTM          | 23   | +6.693    | 6       | 13    |
| 5   | 60 | Julián Simón      | Red Bull KTM                 | KTM          | 23   | +6.877    | 4       | 11    |
| 6   | 55 | Héctor Faubel     | Master - MVA Aspar           | Aprilia      | 23   | +7.137    | 5       | 10    |
| 7   | 33 | Sergio Gadea      | Master - MVA Aspar           | Aprilia      | 23   | +7.291    | 8       | 9     |
| 8   | 14 | Gábor Talmácsi    | Humangest Racing             | Honda        | 23   | +19.931   | 7       | 8     |
| 9   | 6  | Joan Olivé        | SSM Racing                   | Aprilia      | 23   | +22.886   | 10      | 7     |
| 10  | 22 | Pablo Nieto       | Multimedia Racing            | Aprilia      | 23   | +27.176   | 9       | 6     |
| 11  | 24 | Simone Corsi      | Squadra Corse Metis Gilera   | Gilera       | 23   | +28.951   | 13      | 5     |
| 12  | 71 | Tomoyoshi Koyama  | Malaguti Ajo Corse           | Malaguti     | 23   | +37.653   | 15      | 4     |
| 13  | 8  | Lorenzo Zanetti   | Skilled I.S.P.A. Racing      | Aprilia      | 23   | +42.814   | 19      | 3     |
| 14  | 12 | Federico Sandi    | SSM Racing                   | Aprilia      | 23   | +42.909   | 24      | 2     |
| 15  | 29 | Andrea Iannone    | TicinoHosting Campetella JNR | Aprilia      | 23   | +42.998   | 16      | 1     |
| 16  | 11 | Sandro Cortese    | Elit - Caffe Latte           | Honda        | 23   | +46.381   | 21      |       |
| 17  | 38 | Bradley Smith     | Repsol Honda                 | Honda        | 23   | +50.685   | 25      |       |
| 18  | 43 | Manuel Hernández  | Nocable Angaia Racing        | Honda        | 23   | +51.169   | 31      |       |
| 19  | 18 | Nicolás Terol     | Derbi Racing                 | Derbi        | 23   | +51.260   | 23      |       |
| 20  | 9  | Michael Ranseder  | Red Bull KTM Junior          | KTM          | 23   | +51.803   | 18      |       |
| 21  | 63 | Mike Di Meglio    | FFM Honda Grand Prix 125     | Honda        | 23   | +52.726   | 11      |       |
| 22  | 23 | Lorenzo Baroni    | Humangest Racing             | Honda        | 23   | +55.698   | 22      |       |
| 23  | 44 | Karel Abraham     | Cardion AB Motoracing        | Aprilia      | 23   | +1:01.202 | 32      |       |
| 24  | 79 | Enrique Jerez     | WTR Blauer USA               | Aprilia      | 23   | +1:03.282 | 36      |       |
| 25  | 26 | Vincent Braillard | Multimedia Racing            | Aprilia      | 23   | +1:12.858 | 29      |       |
| 26  | 45 | Imre Tóth         | Team Toth                    | Aprilia      | 23   | +1:17.040 | 28      |       |
| 27  | 78 | Hugo van den Berg | Varenhof Racing              | Aprilia      | 23   | +1:24.686 | 30      |       |
| 28  | 21 | Mateo Túnez       | Master - MVA Aspar           | Aprilia      | 23   | +1:28.944 | 27      |       |
| 29  | 16 | Michele Conti     | Valsir Seedorf Racing        | Honda        | 23   | +1:31.226 | 33      |       |
| 30  | 80 | Esteve Rabat      | Honda BQR                    | Honda        | 23   | +1:35.989 | 34      |       |
| 31  | 53 | Simone Grotzkyj   | TicinoHosting Campetella JNR | Aprilia      | 23   | +1:44.938 | 37      |       |
| 32  | 77 | Daniel Sáez       | Quinto Almoradi              | Aprilia      | 23   | +1:49.656 | 35      |       |
| 33  | 37 | Joey Litjens      | Arie Molenaar Racing         | Honda        | 22   | +1 giro   | 38      |       |
| 34  | 20 | Roberto Tamburini | Matteoni Racing              | Aprilia      | 22   | +1 giro   | 40      |       |

### Ritirati
| Nº | Pilota           | Squadra               | Motocicletta | Giri | Griglia |
| -- | ---------------- | --------------------- | ------------ | ---- | ------- |
| 35 | Raffaele De Rosa | Multimedia Racing     | Aprilia      | 20   | 12      |
| 10 | Ángel Rodríguez  | 3C Racing             | Aprilia      | 19   | 14      |
| 1  | Thomas Lüthi     | Elit - Caffe Latte    | Honda        | 12   | 17      |
| 41 | Aleix Espargaró  | Wurth Honda BQR       | Honda        | 10   | 20      |
| 32 | Fabrizio Lai     | Valsir Seedorf Racing | Honda        | 8    | 26      |
| 76 | Iván Maestro     | Lambea TMM Racing     | Honda        | 6    | 39      |

### Non partito
| Nº | Pilota        | Squadra            | Motocicletta |
| -- | ------------- | ------------------ | ------------ |
| 7  | Alexis Masbou | Malaguti Ajo Corse | Malaguti     |

### Non qualificato
| Nº | Pilota       | Squadra             | Motocicletta |
| -- | ------------ | ------------------- | ------------ |
| 17 | Stefan Bradl | Red Bull KTM Junior | KTM          |